# トンボ自然公園

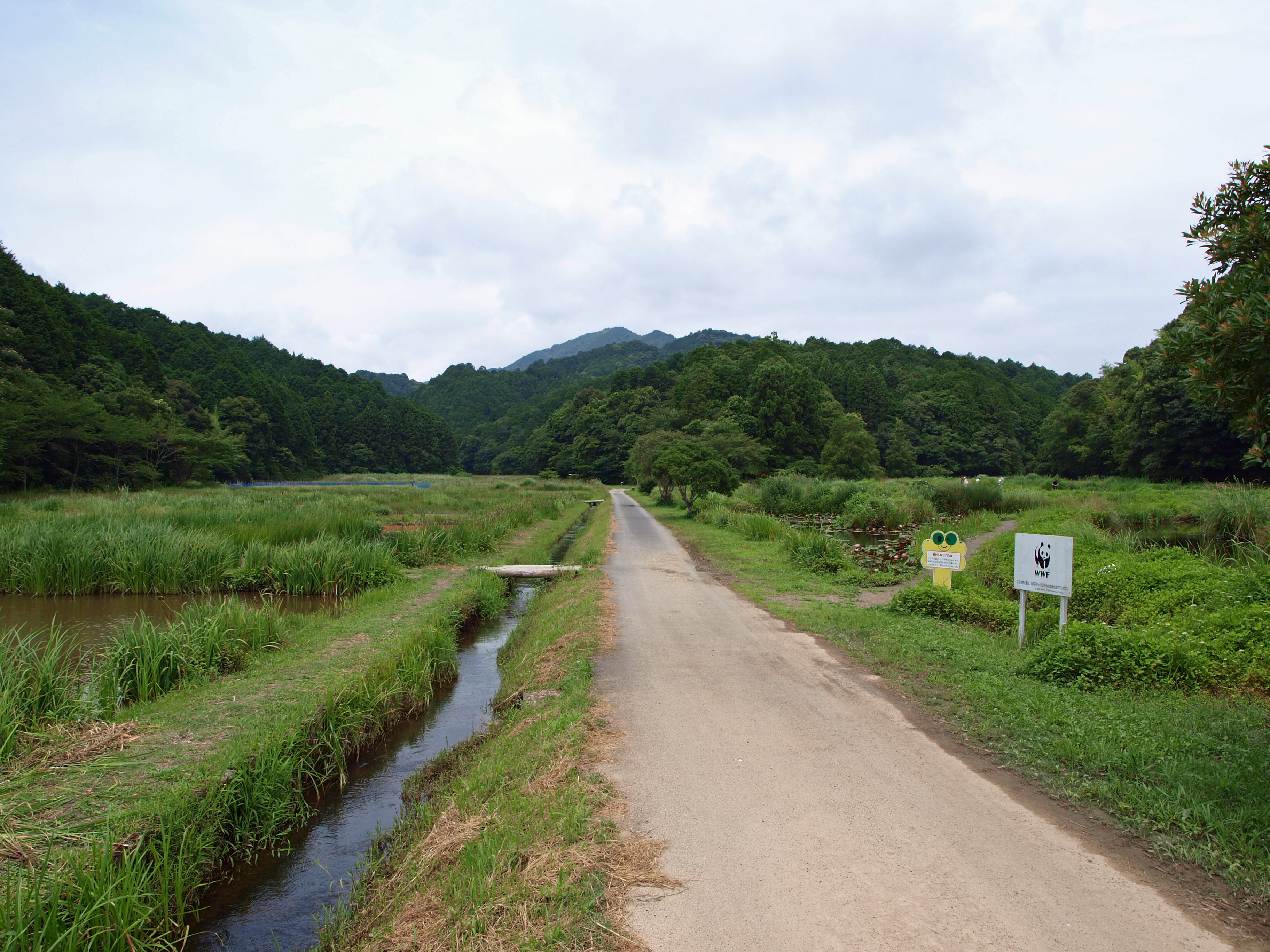
園内の風景

トンボ自然公園（トンボしぜんこうえん）は、高知県四万十市具同にある自然公園。社団法人トンボと自然を考える会が休耕田を改良して建設した。園内には四万十川流域に生息する魚とトンボについて学習できる博物館「あきついお」（四万十川学遊館）もある。
トンボ王国は「四万十市トンボ自然公園」と「四万十川学遊館あきついお」から構成される世界初のトンボ保護区で、81種のトンボが見つかっている。園内では植物・昆虫の採集はイベント時を除いて禁止されている。

## 概要
1985年（昭和60年）、世界自然保護基金日本委員会の支援を得て、保護区用地を買収することによって整備が開始した。

### 公園建設の経緯
トンボ自然公園は、発案者である杉村光俊が高校時代、トンボの生息域が開発により縮小・消滅していくことをきっかけに、「トンボが住める環境を守りたい」との思いから始まった。開発により埋め立てられた湿地には、レッドリスト（絶滅危惧種）であるベッコウトンボが生息していた。ベッコウトンボは高知県土佐市の蟹が池にも生息していたが、ここも開発されて生息地を奪われた。トンボ自然公園では、ベッコウトンボの繁殖にも取り組んでいるが、いまだ成功していない。

### 公園の特徴
トンボ自然公園は、人工的に池を作りトンボが生息する環境を作るという、当時は日本に例を見ない保護活動だった。この取り組みがきっかけとなり、全国でビオトープ作りが始まった。トンボの生息域は様々だが、トンボ自然公園周辺の環境は休耕田が広がり、冬は貯水もなく、トンボの幼虫（ヤゴという）が生育できない状態にあった。トンボ自然公園が目指している環境は、昔の田園風景である。

### 自然保護区とトンボ自然公園
トンボ自然公園は自然保護区であり、区域内の動植物の採取は禁止されている。一方、トンボ自然公園を運営するトンボと自然を考える会は、年に数回、自然公園にいるトンボの捕獲を認めている。これは、トンボを取ることを通して、昆虫への興味や生命の大切さ、環境保護について知ってもらいたいという、杉村光俊の考え方に基づいている。トンボは魚と違い、一度捕獲すると衰弱し、自然に帰ることはできない。杉村によると、人が目にするトンボは、捕獲しても絶滅することはないという。また、トンボ自然公園では、外来種であるアメリカザリガニづりを行いながら、自然体験と外来種の駆除を組み合わせた企画も行なっている。

### 入場料
- トンボ自然公園は近隣住民の憩いの場であり、入園無料。
- トンボ自然公園の運営は、四万十市からの委託金と、公園内にある学遊館の入館料、社団法人「トンボと自然を守る会」の会費及び寄付によって賄われている。

## 四万十川学遊館あきついお
世界のトンボ標本約1000種を展示する「とんぼ館」と、四万十川産の魚を中心とした世界の淡水・汽水魚約300種を展示する「さかな館」より構成される。
- 入館料：大人 880円、中・高生 440円、小人（4歳以上） 330円
- 開館時間：9:00 ～ 17:00
- 休館日：月曜日（祝祭日の場合はその翌日）

## ギャラリー

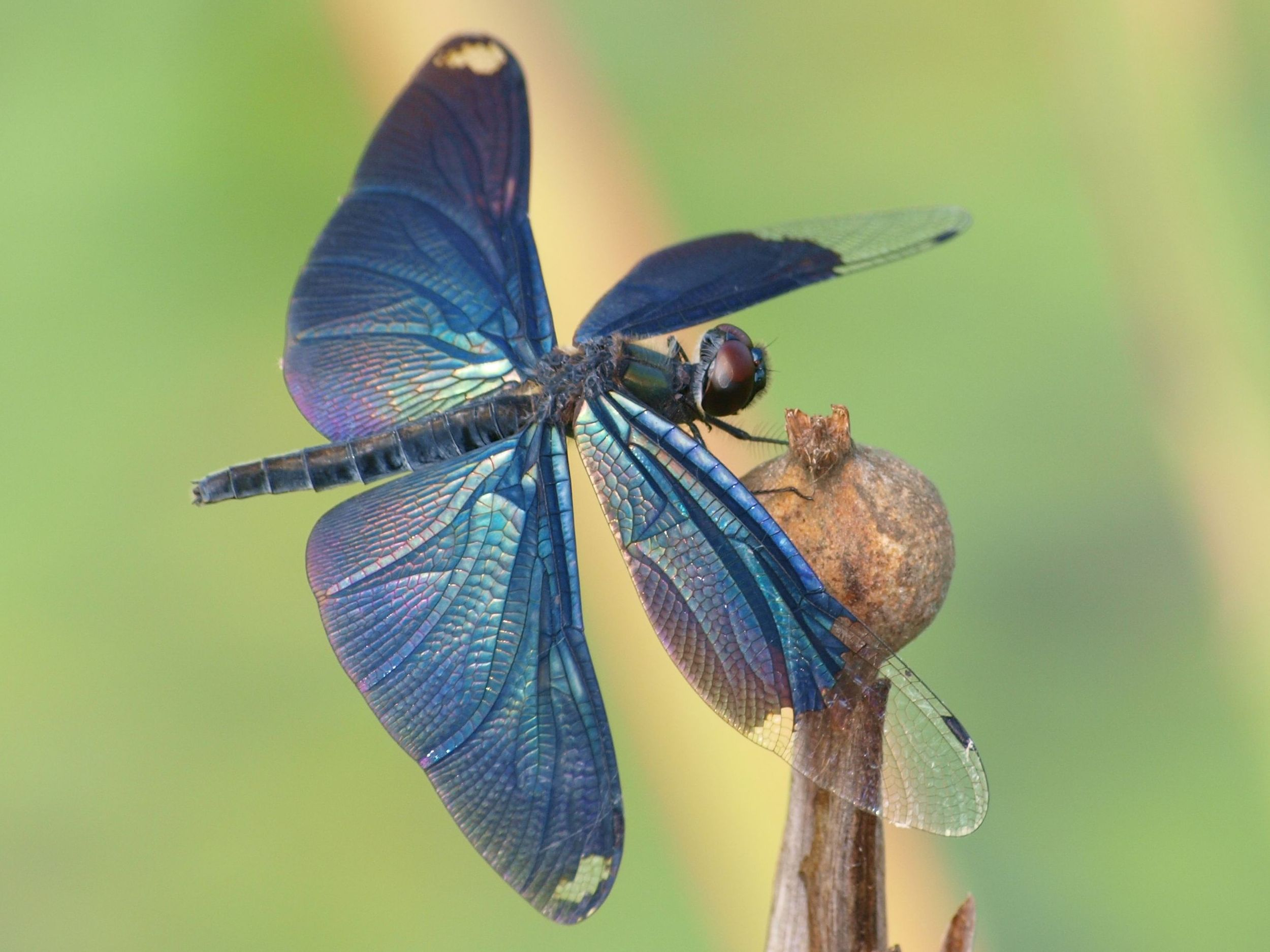
チョウトンボ
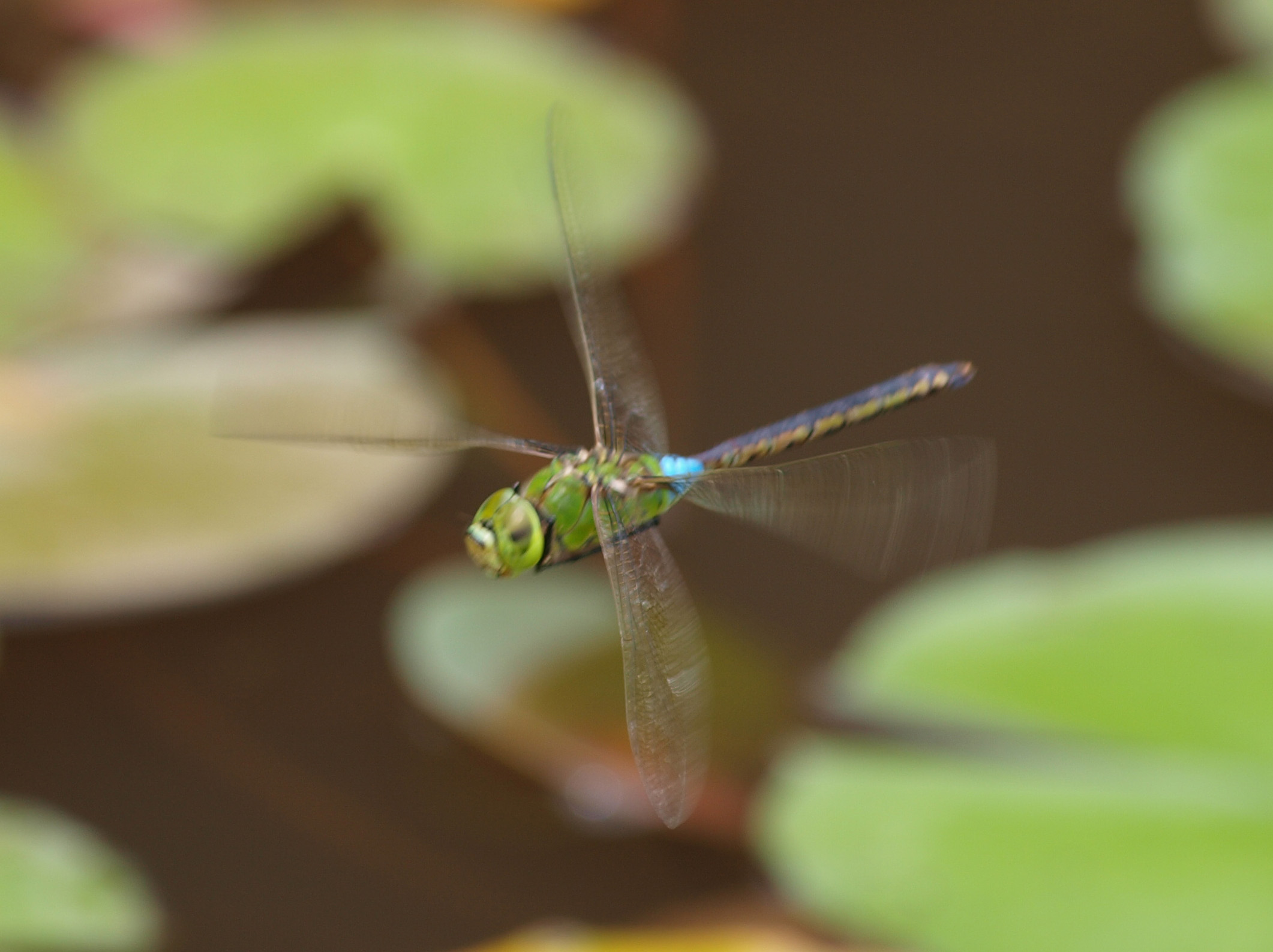
ギンヤンマ
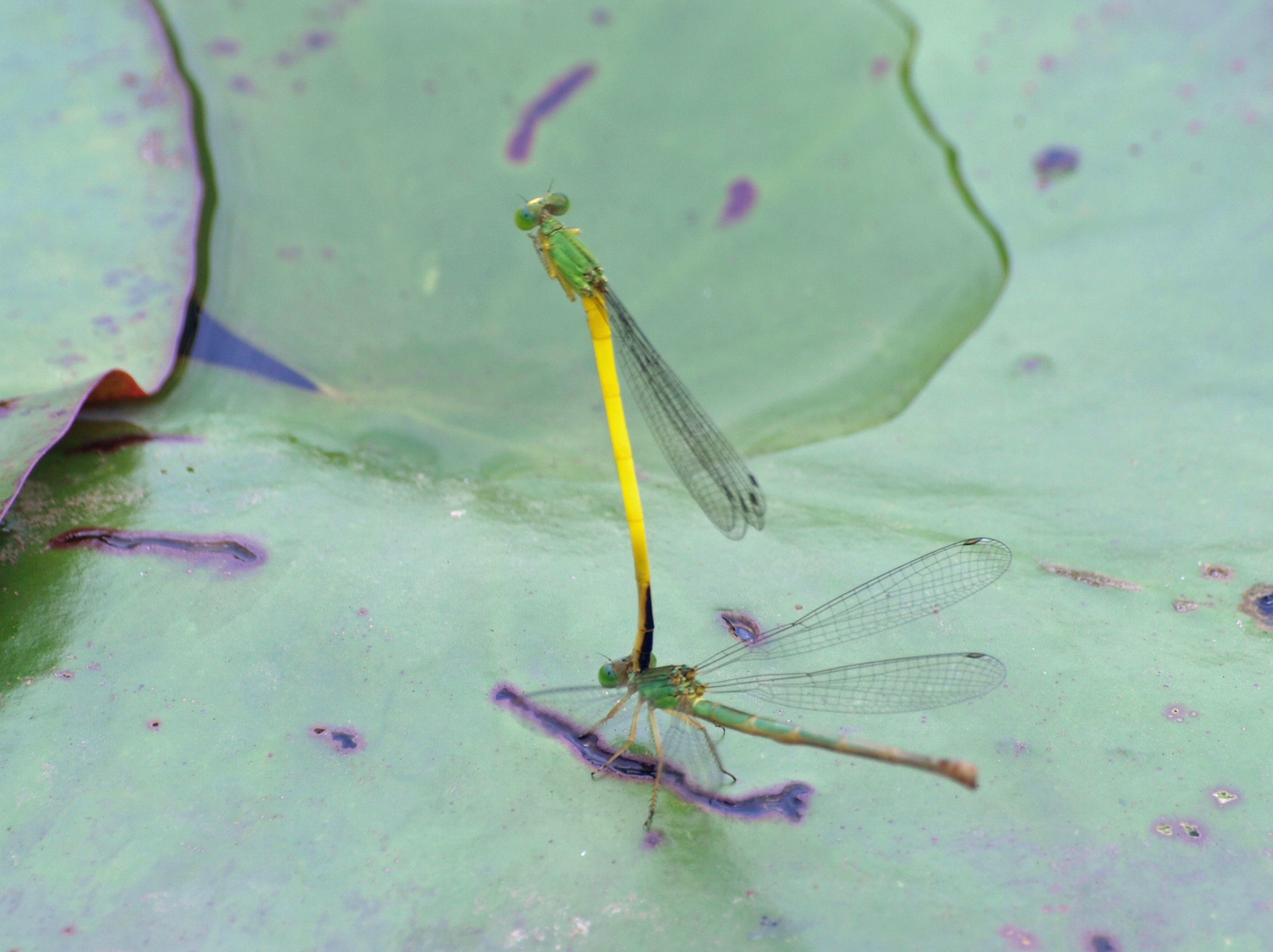
キイトトンボ（イトトンボ亜目）
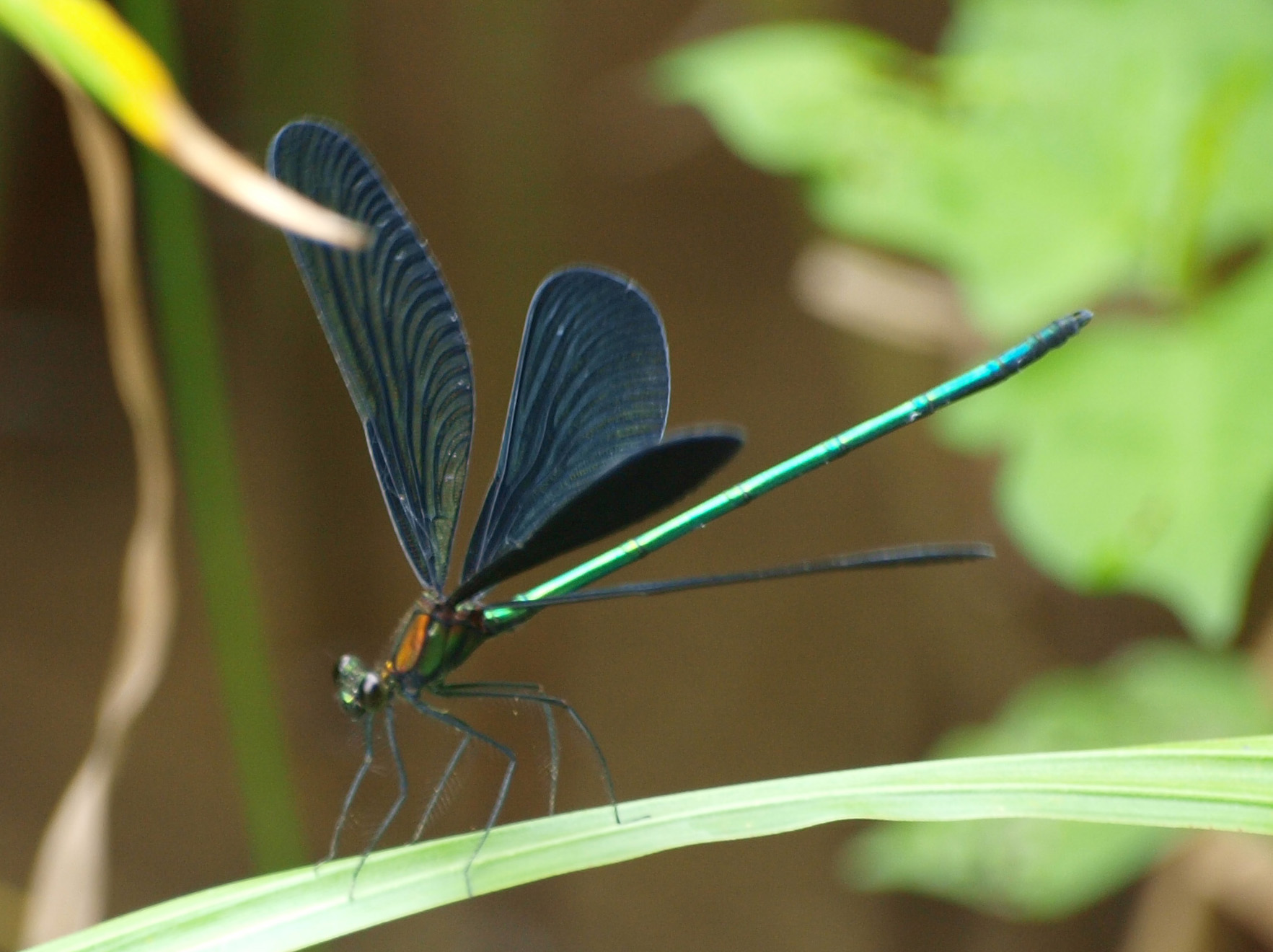
ハグロトンボ
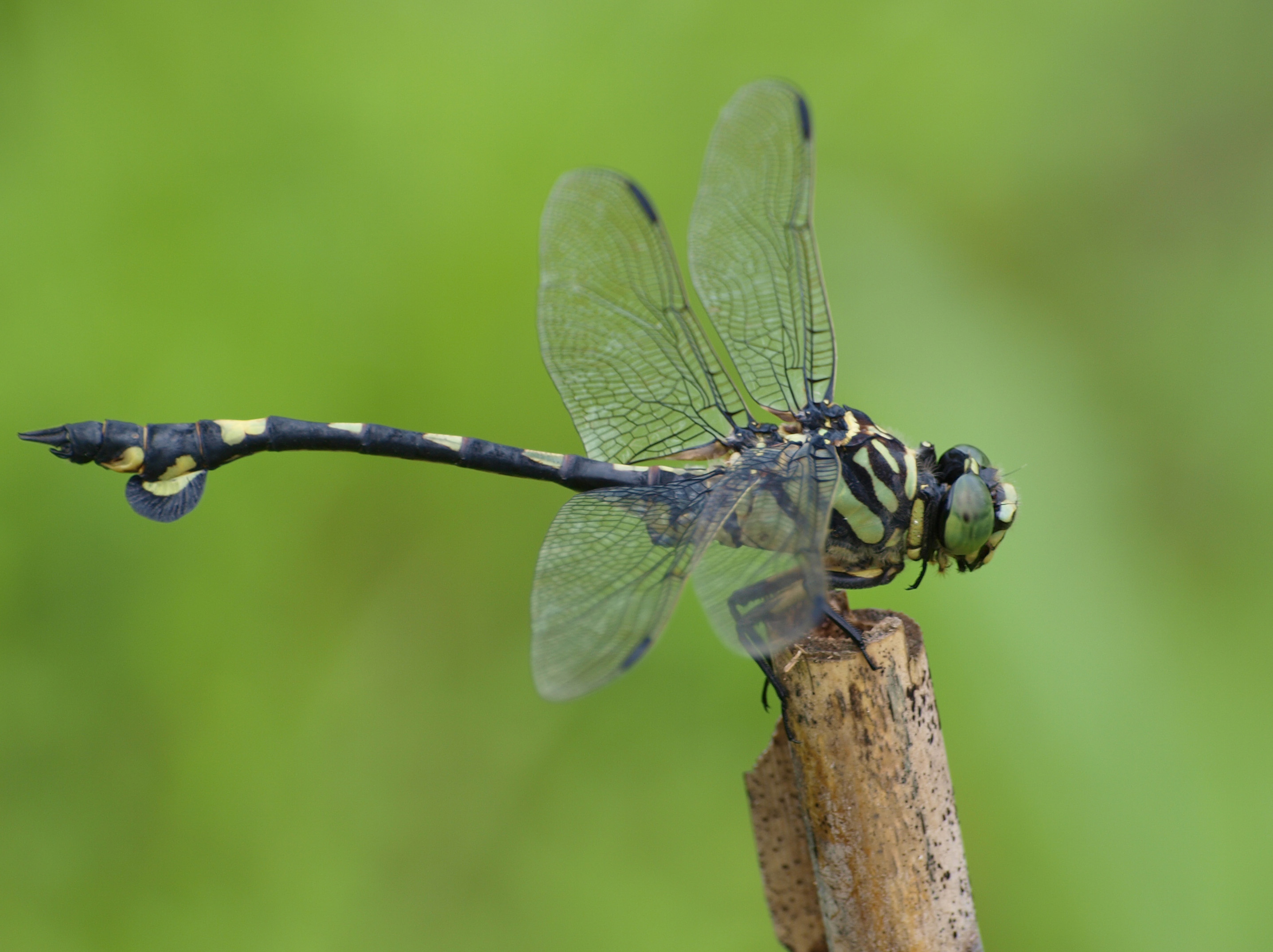
ウチワヤンマ（サナエトンボ科）
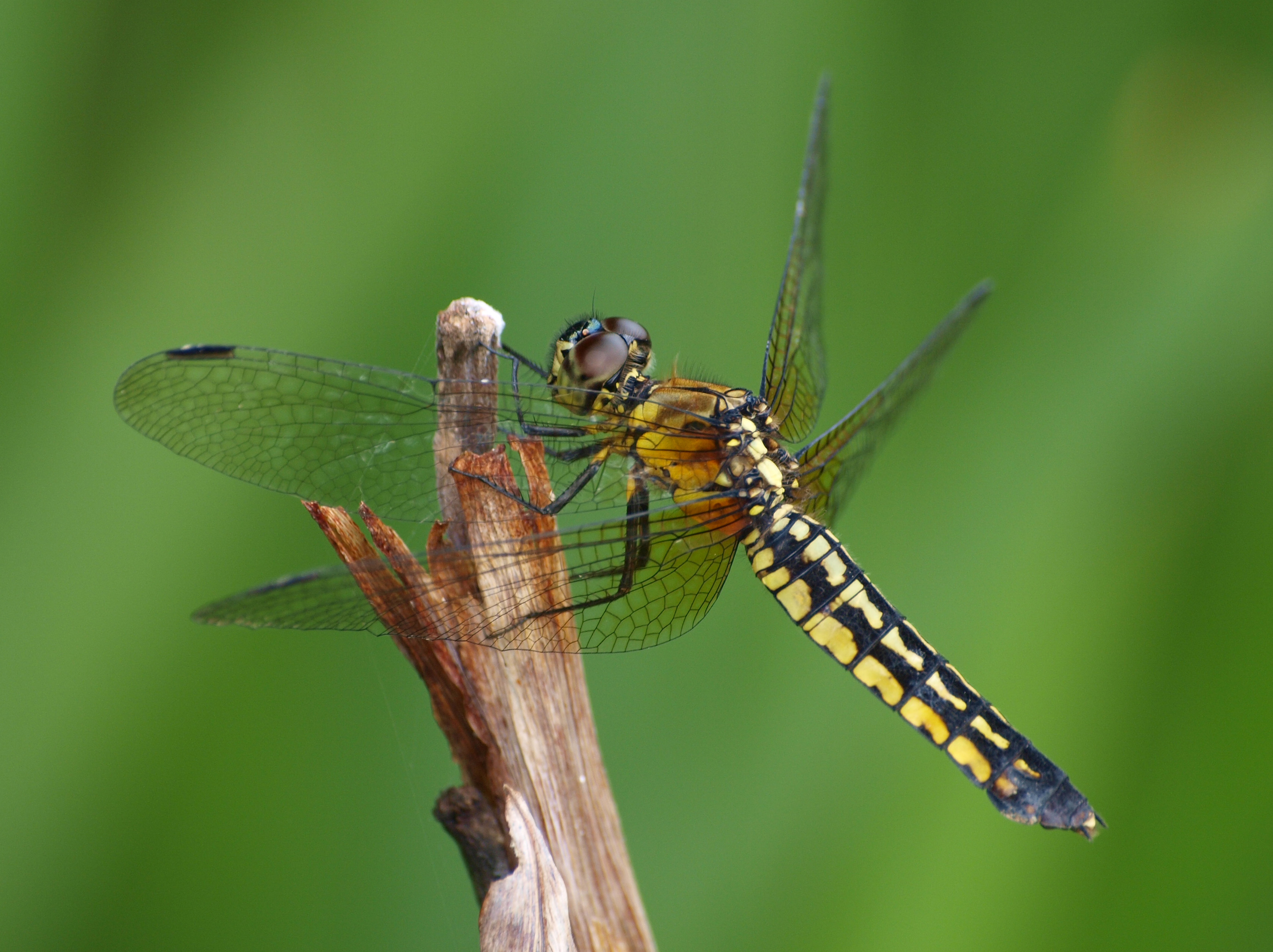
ハラビロトンボ
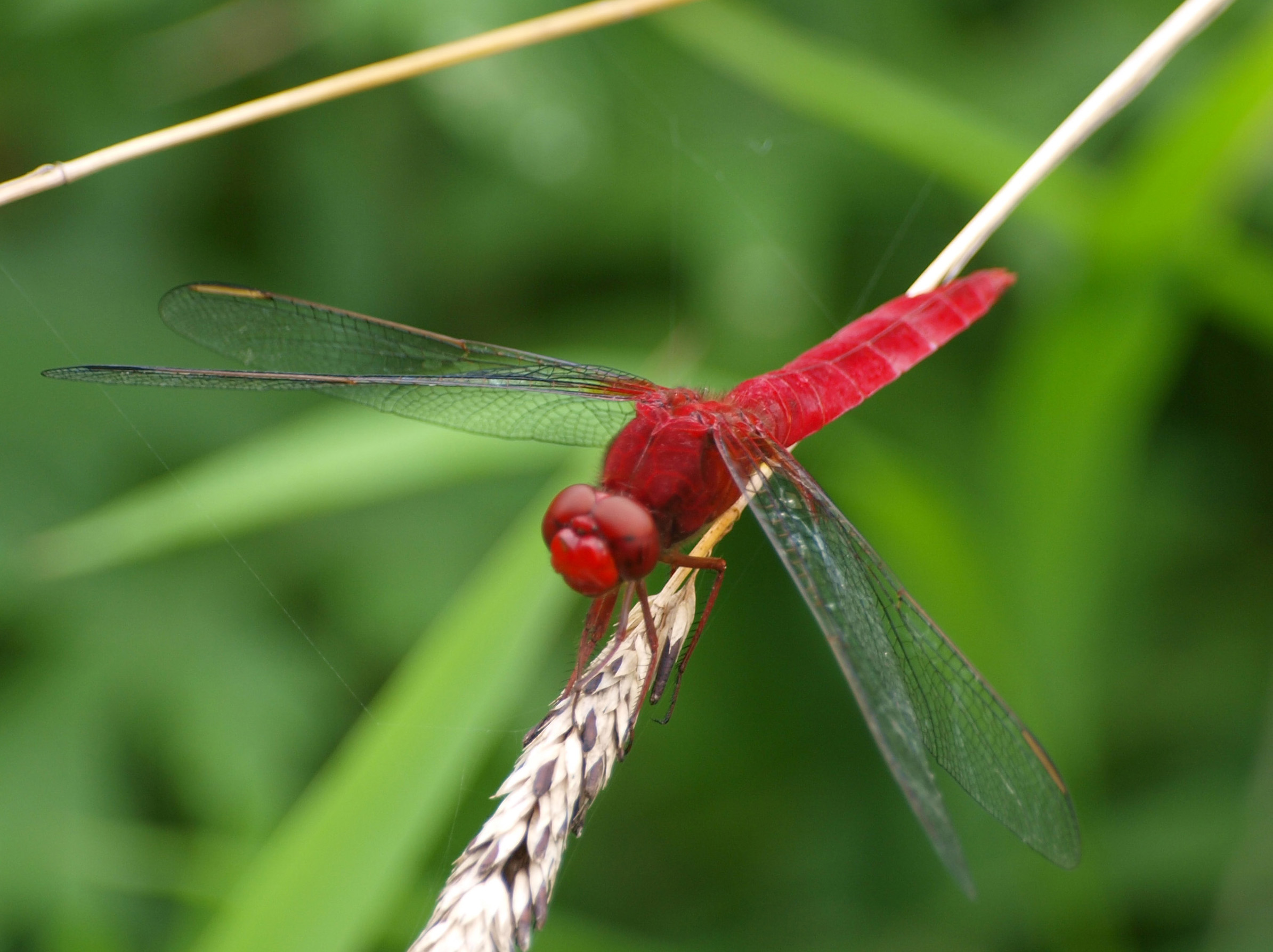
ショウジョウトンボ
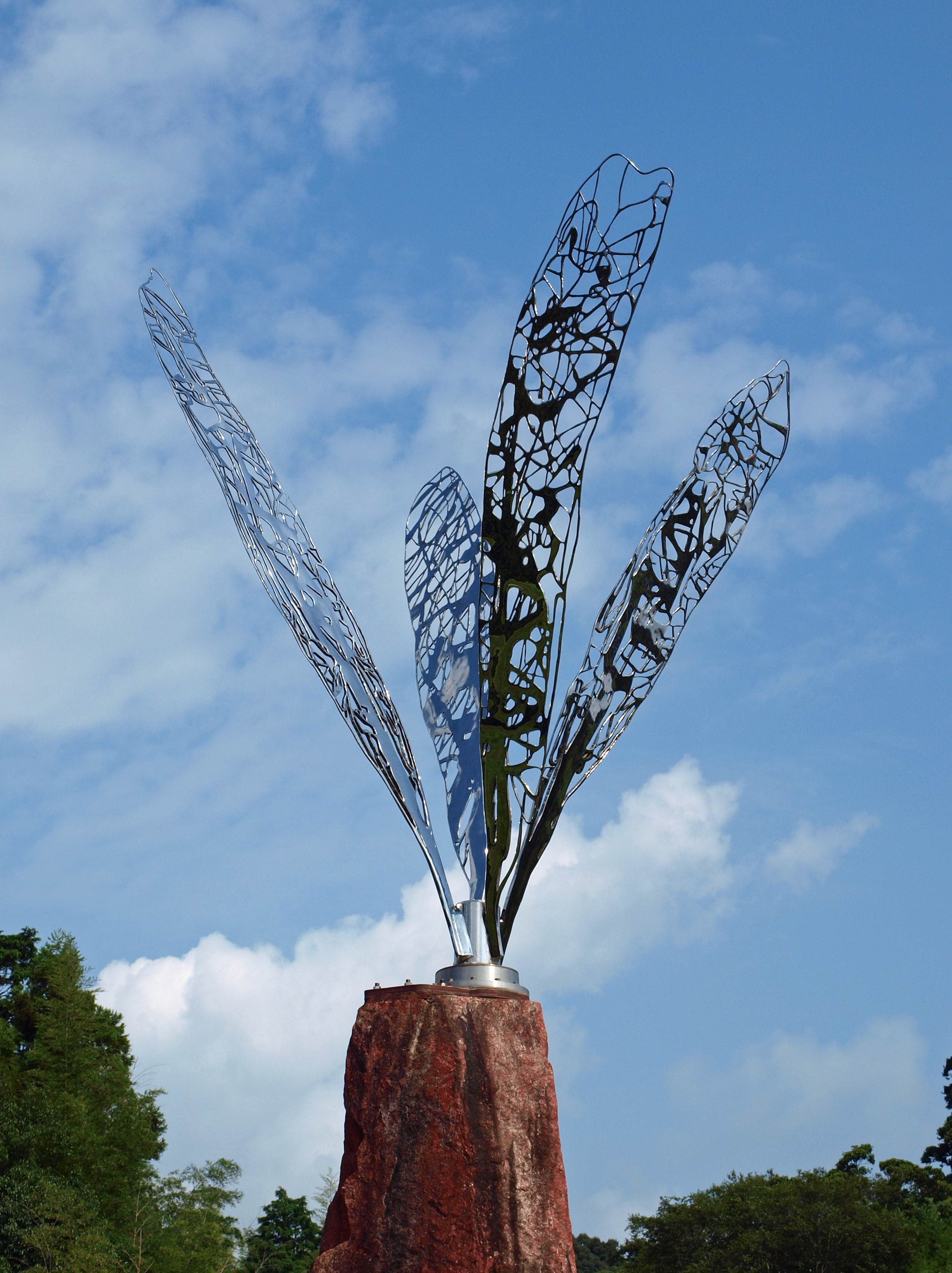
園内に設置されているオブジェ